# AFC Challenge Cup 2012
Die Endrunde des vierten AFC Challenge Cups fand vom 8. bis zum 19. März 2012 in Nepal statt. Sieger wurde zum zweiten Mal die Mannschaft aus Nordkorea, die wie 2010 im Finale gegen Turkmenistan gewann.

## Gastgeber
Der asiatische Verband verkündete vor Beginn des Turniers, dass eine der für die Endrunde qualifizierten Mannschaften Ausrichter sein würde. Von den acht Teilnehmerländern hatten Nepal, Palästina und die Malediven Interesse an der Ausrichtung gezeigt, am 27. Juli 2011 fiel die Entscheidung zu Gunsten Nepals.

## Qualifikation
→ Siehe Hauptartikel: AFC Challenge Cup 2012/Qualifikation
Im Gegensatz zu den vorherigen Ausgaben war keine Mannschaft automatisch für die Endrunde qualifiziert. Bis zum offiziellen Meldeschluss hatten sich 20 Mitgliedsverbände für die Teilnahme gemeldet. Die 12 am höchsten platzierten Mannschaften zogen direkt in die zweite Runde ein, während die restlichen acht in Hin- und Rückspielen die restlichen vier Teilnehmer ermittelten. In der zweiten Runde traten die Mannschaften in vier Gruppen mit jeweils vier Mannschaften im Meisterschaftssystem gegeneinander an. Die beiden Bestplatzierten jeder Gruppe qualifizierten sich für die Endrunde.
Die Auslosung der Gruppenphase im Soaltee Crown Plaza Hotel in Kathmandu am 1. Dezember 2011 ergab folgende Gruppen:
| Gruppe A     | Gruppe B      |
| ------------ | ------------- |
| Nepal        | Nordkorea     |
| Turkmenistan | Indien        |
| Malediven    | Philippinen   |
| Palästina    | Tadschikistan |

## Spiele und Ergebnisse

### Vorrunde
Je vier Mannschaften traten in zwei Gruppen (A und B) im Meisterschaftssystem gegeneinander an, d. h. jede Mannschaft spielte einmal gegen jede andere Mannschaft der Gruppe. In der Gruppenphase zählte ein Sieg drei, ein Unentschieden einen Punkt, eine Niederlage brachte keine Punkte. In der Tabelle der jeweiligen Gruppe wurden die Punkte addiert.
Bei Punktgleichheit zweier Mannschaften entschied in der folgenden Reihenfolge über den Tabellenplatz und das Weiterkommen: die direkten Begegnungen der betreffenden Mannschaften (größere Anzahl der Punkte, Torverhältnis, erzielte Tore), die Tordifferenz und größere Anzahl erzielter Tore aus allen Gruppenspielen und letztendlich das Los.

#### Gruppe A
| Pl. | Land         | Sp. | S | U | N | Tore    | Diff. | Punkte |
| --- | ------------ | --- | - | - | - | ------- | ----- | ------ |
| 1.  | Turkmenistan | 3   | 2 | 1 | 0 | 006:100 | +5    | 07     |
| 2.  | Palästina    | 3   | 2 | 1 | 0 | 004:000 | +4    | 07     |
| 3.  | Malediven    | 3   | 1 | 0 | 2 | 002:500 | −3    | 03     |
| 4.  | Nepal        | 3   | 0 | 0 | 3 | 000:600 | −6    | 0      |

|               |   |              |           |
| 8. März 2012  |   |              |           |
| Nepal         | – | Palästina    | 0:2 (0:1) |
| Turkmenistan  | – | Malediven    | 3:1 (1:1) |
| 10. März 2012 |   |              |           |
| Palästina     | – | Turkmenistan | 0:0       |
| Malediven     | – | Nepal        | 1:0 (0:0) |
| 12. März 2012 |   |              |           |
| Nepal         | – | Turkmenistan | 0:3 (0:1) |
| Malediven     | – | Palästina    | 0:2 (0:0) |

#### Gruppe B
| Pl. | Land          | Sp. | S | U | N | Tore    | Diff. | Punkte |
| --- | ------------- | --- | - | - | - | ------- | ----- | ------ |
| 1.  | Nordkorea     | 3   | 3 | 0 | 0 | 008:000 | +8    | 09     |
| 2.  | Philippinen   | 3   | 2 | 0 | 1 | 004:300 | +1    | 06     |
| 3.  | Tadschikistan | 3   | 1 | 0 | 2 | 003:400 | −1    | 03     |
| 4.  | Indien        | 3   | 0 | 0 | 3 | 000:800 | −8    | 0      |

|               |   |               |           |
| 9. März 2012  |   |               |           |
| Nordkorea     | – | Philippinen   | 2:0 (0:0) |
| Indien        | – | Tadschikistan | 0:2 (0:0) |
| 11. März 2012 |   |               |           |
| Tadschikistan | – | Nordkorea     | 0:2 (0:1) |
| Philippinen   | – | Indien        | 2:0 (1:0) |
| 13. März 2012 |   |               |           |
| Nordkorea     | – | Indien        | 4:0 (2:0) |
| Tadschikistan | – | Philippinen   | 1:2 (1:0) |

### Finalrunde
Im Halbfinale und im Finale wurde im K.-o.-System gespielt. Hätte es bei den Spielen der Finalrunde nach der regulären Spielzeit von 90 Minuten unentschieden gestanden, wäre es zur Verlängerung von zweimal 15 Minuten und eventuell (falls immer noch kein Sieger festgestanden hätte) zum Elfmeterschießen gekommen. Da alle Spiele in der regulären Spielzeit entschieden wurden, kam diese Regel nicht zur Anwendung.

#### Halbfinale
|                            |   |             |           |
| 16. März 2012 in Kathmandu |   |             |           |
| Turkmenistan               | – | Philippinen | 2:1 (0:1) |
| Nordkorea                  | – | Palästina   | 2:0 (1:0) |

#### Spiel um Platz drei
|                            |   |           |           |
| 19. März 2012 in Kathmandu |   |           |           |
| Philippinen                | – | Palästina | 4:3 (3:1) |

#### Finale
| Turkmenistan                                            | Turkmenistan | Nordkorea | Nordkorea |
| ------------------------------------------------------- | --- | --- | --------- |
| Turkmenistan                                            | \| 19. März 2012 in Kathmandu (Dasarath Rangasala Stadium) \| \| Ergebnis: 1:2 (1:1) \| \| Zuschauer: 9.000 \| \| Schiedsrichter: Ryūji Satō ( Japan) \| | \| 19. März 2012 in Kathmandu (Dasarath Rangasala Stadium) \| \| Ergebnis: 1:2 (1:1) \| \| Zuschauer: 9.000 \| \| Schiedsrichter: Ryūji Satō ( Japan) \|                                                                                                  | Nordkorea |
| Turkmenistan                                            | Rahmanberdi Alyhanow – Serdar Annaorazow (64. Guwanç Rejepow), Ahmet Ataýew, Akmyrat Jumanazarow, Dawid Sarkisow, Şöhrat Soyunow – Umijan Astanow, Bagtyýar Hojaahmedow, Elman Tagaýew (42. Ruslan Mingazow) – Berdi Şamyradow, Guwanç Abylow (54. Arslanmyrat Amanow) Cheftrainer: Ýazguly Hojageldiýew | Ri Myong-guk – Jang Kuk-chol (53. Kim Ju-song), Jon Kwang-ik, Pak Nam-chol, Ri Kwang-chon, Ri Kwang-hyok – An Young-hak (73. Jang Song-hyok), Pak Nam-chol, Ri Chol-myong – Jong Il-gwan, Pak Kwang-ryong (90.+2' Pak Song-chol) Cheftrainer: Yun Jong-su | Nordkorea |
| Turkmenistan                                            | 1:0 Berdi Şamyradow (2.) | 1:1 Jong Il-gwan (36.) 1:2 Jang Song-hyok (87., Foulelfmeter) | Nordkorea |
| Turkmenistan                                            | Serdar Annaorazow (11.), Ahmet Ataýew (58.), Dawid Sarkisow (86.), Şöhrat Soyunow (90.+4') | Jong Il-gwan (62.), Jon Kwang-ik (90.+3') | Nordkorea |
| 19. März 2012 in Kathmandu (Dasarath Rangasala Stadium) | | |           |
| Ergebnis: 1:2 (1:1)                                     | | |           |
| Zuschauer: 9.000                                        | | |           |
| Schiedsrichter: Ryūji Satō ( Japan)                     | | |           |